# Micheal Ferland
Micheal Ferland, född 20 april 1992, är en kanadensisk professionell ishockeyspelare som spelar för Carolina Hurricanes i NHL.
Han har tidigare spelat på NHL-nivå för Calgary Flames och på lägre nivåer för Abbotsford Heat och Adirondack Flames i AHL, Utah Grizzlies i ECHL och Brandon Wheat Kings och Saskatoon Blades i WHL.

## Klubblagskarriär

### NHL

#### Calgary Flames
Ferland draftades i femte rundan i 2010 års draft av Calgary Flames som 133:e spelare totalt.

#### Carolina Hurricanes
Den 23 juni, under NHL-draften 2018, blev han tillsammans med Dougie Hamilton och Adam Fox tradad till Carolina Hurricanes, i utbyte mot Noah Hanifin och Elias Lindholm.

## Statistik
| 2008–09     | Brandon Wheat Kings Midget AAA | MMHL        | 44  | 45 | 40  | 85  | 52  | —  | —  | — | —  | —  |
|             | Beausejour Blades              | MJHL        | 1   | 0  | 0   | 0   | 0   | —  | —  | — | —  | —  |
| 2009–10     | Brandon Wheat Kings            | WHL         | 61  | 9  | 19  | 28  | 85  | 15 | 3  | 1 | 4  | 8  |
| 2010–11     | Brandon Wheat Kings            | WHL         | 56  | 23 | 33  | 56  | 110 | 6  | 4  | 2 | 6  | 4  |
| 2011–12     | Brandon Wheat Kings            | WHL         | 68  | 47 | 49  | 96  | 84  | 8  | 3  | 3 | 6  | 6  |
| 2012–13     | Abbotsford Heat                | AHL         | 7   | 0  | 0   | 0   | 10  | —  | —  | — | —  | —  |
|             | Utah Grizzlies                 | ECHL        | 3   | 0  | 1   | 1   | 5   | —  | —  | — | —  | —  |
|             | Brandon Wheat Kings            | WHL         | 4   | 1  | 1   | 2   | 4   | —  | —  | — | —  | —  |
|             | Saskatoon Blades               | WHL         | 26  | 8  | 21  | 29  | 18  | 4  | 0  | 0 | 0  | 2  |
| 2013–14     | Abbotsford Heat                | AHL         | 25  | 6  | 12  | 18  | 31  | —  | —  | — | —  | —  |
| 2014–15     | Calgary Flames                 | NHL         | 26  | 2  | 3   | 5   | 16  | 9  | 3  | 2 | 5  | 23 |
|             | Adirondack Flames              | AHL         | 32  | 7  | 8   | 15  | 30  | —  | —  | — | —  | —  |
| 2015–16     | Calgary Flames                 | NHL         | 71  | 4  | 14  | 18  | 45  | —  | —  | — | —  | —  |
| 2016–17     | Calgary Flames                 | NHL         | 76  | 15 | 10  | 25  | 50  | 4  | 0  | 0 | 0  | 7  |
| 2017–18     | Calgary Flames                 | NHL         | 77  | 21 | 20  | 41  | 24  | —  | —  | — | —  | —  |
| 2018–19     | Carolina Hurricanes            | NHL         | —   | —  | —   | —   | —   | —  | —  | — | —  | —  |
| NHL totalt  | NHL totalt                     | NHL totalt  | 250 | 42 | 47  | 89  | 135 | 13 | 3  | 2 | 5  | 30 |
| AHL totalt  | AHL totalt                     | AHL totalt  | 64  | 13 | 20  | 33  | 71  | —  | —  | — | —  | —  |
| ECHL totalt | ECHL totalt                    | ECHL totalt | 3   | 0  | 1   | 1   | 5   | —  | —  | — | —  | —  |
| WHL totalt  | WHL totalt                     | WHL totalt  | 215 | 88 | 123 | 211 | 301 | 33 | 10 | 6 | 16 | 20 |